# Pest (provins)
 For alternative betydninger, se Pest (flertydig). (Se også artikler, som begynder med Pest)
Pest er en af de 19 provinser i Ungarn. Provinsen har et areal på 6394 kvadratkilometer, og et indbyggertal (pr. 2003) på ca. 1.077.000.
Pests hovedstad er Budapest, der også er Ungarns hovedstad.